# 劉秉仁 (嘉靖進士)
劉秉仁（1523年—？），字子元，號虹江，貴州貴州衛軍籍，湖廣大冶縣人，明朝政治人物，嘉靖丁未進士，官至鄖陽撫治。

## 生平
嘉靖二十二年（1543年）貴州鄉試第十二名舉人，嘉靖二十六年（1547年）登丁未科進士。通政司觀政，授德兴知县，升工部主事，歷升员外郎、郎中，升添注光禄寺少卿，三十九年十月升添注南京太仆寺少卿，四十四年十月升順天府丞，四十五年三月升都察院右佥都御史、提督抚治郧阳，隆庆元年（1567年）十月被弹劾去職。

## 著作
有集，已佚，唯传《武侯祠一记》及诗二首。

## 家族
曾祖劉錦；祖父劉增；父劉恒，知州。母郝氏。弟劉秉禮（举人、推官）。子劉從龍。